# Milwaukee Road 261

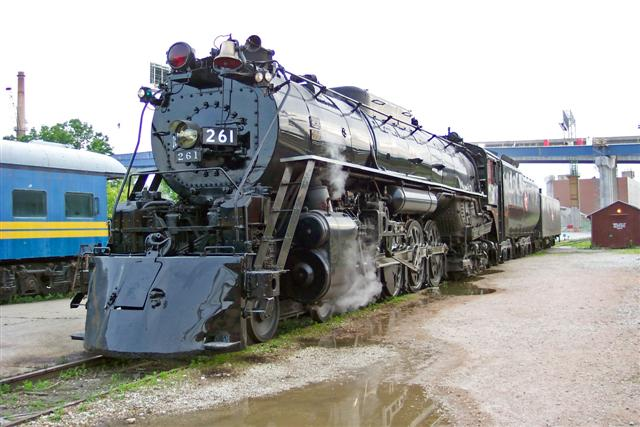
La 261 du Milwaukee Road en 2006.

La Milwaukee Road 261 est une locomotive à vapeur de type Northern exploitée par une association, basée au Minnesota et connue sous le nom de The friends of the "261", qui organise des excursions ferroviaires saisonnières.
Cette machine, reconstruite en 1993, a parcouru depuis plus de 25 000 milles.

## Historique
La 261 a été construite par American Locomotive Company à Schenectady (État de New York) en juin 1944, et a été à l'origine exploitée par The Milwaukee Road, quand cette compagnie ferroviaire était officiellement connue sous le nom de The Chicago, Milwaukee, St. Paul & Pacific. La locomotive, qui pèse plus d'un million de livres (450 000 kilogrammes) est chauffée au charbon.

## Sorties
En 2004, cette locomotive a participé à la Grand Excursion. Elle a circulé de Chicago dans l'Illinois jusqu'aux Quad Cities de l'Illinois et de l'Iowa. Le train a circulé au nord, près du fleuve Mississippi jusqu'aux Twin Cities, s'arrêtant à un certain nombre de villes situées sur son parcours. Pendant une journée, la 261 a été rejointe par la 2816 du Canadian Pacific pour former une double traction. En juin 2006, la machine est revenue à Milwaukee pour la première fois depuis sa reconstruction.     
Dans la plupart de ses sorties, la 261 est accompagnée de locomotives diesel-électriques modernes fournies par Amtrak, en général des GE P42. Ces diesels permettent de plus longs trains et en cas d'avarie de la 261 de prendre en charge tout le convoi. Elles fournissent en outre l'énergie nécessaire à la climatisation des voitures. Les trains de la 261 comportent souvent une voiture-salon Skytop.    
La base de stationnement et d'entretien de la locomotive est à Minneapolis Junction, à Minneapolis, dans le Minnesota près de Harrisson St. NE.